# Yerma
Yerma ist ein Drama in drei Akten und sechs Bildern von Federico García Lorca. Der Dichter selbst bezeichnete sein Werk als „Tragische Dichtung“. Das Stück erlebte seine Uraufführung am 29. Dezember 1934 im Teatro Español in Madrid. Im deutschen Sprachraum kam es zum ersten Mal am 15. April 1944 im Schauspielhaus Zürich auf die Bühne.

## Handlung
Das Drama spielt in einer ländlichen Gegend in Andalusien (Spanien) Anfang der 1930er Jahre.

### Erster Akt
Erstes Bild: Zimmer in Yermas Haus
Yerma ist seit zwei Jahren mit Juan verheiratet und kann nicht verstehen, dass sie immer noch nicht Mutter geworden ist. Doch ihr Mann sieht in Kindern lediglich einen Kostenfaktor und widersetzt sich ihrem Wunsch. Für seine Frau hat er nicht viel Zeit übrig; er arbeitet wie besessen, um ein bisschen Wohlstand zu erlangen.
Yerma bekommt Besuch von ihrer Freundin Maria, die bereits schwanger ist, obwohl sie erst fünf Monate verheiratet ist. Die beiden unterhalten sich über Freuden und Nöte mit Kindern. Als Maria gegangen ist, kommt der Hirte Victor. Ihn überrascht, Yerma alleine anzutreffen. Eigentlich wollte er nur Juan die zwei Schafe bringen, die dieser bei ihm bestellt hatte. Als Victor merkt, dass Yerma gerade Windeln zuschneidet, glaubt er, sie sei endlich in froher Erwartung. Sie aber erklärt ihm, die Windeln seien für Marias Kind bestimmt. Man spürt, dass Yermas Herz mehr für den Schafhirten schlägt als für ihren Ehemann.
Zweites Bild: Feld
Ein Jahr später.
Yerma hat ihrem Gatten, der auf dem Olivenfeld arbeitet, das Mittagessen gebracht. Auf dem Heimweg begegnet sie einer alten Frau, die das Gleiche getan hat. Beide kommen miteinander ins Gespräch. Ihre Unterhaltung dreht sich hauptsächlich um die möglichen Ursachen von Yermas Kinderlosigkeit und deren Abhilfe. Die Alte war zweimal verheiratet und hat 14 Kindern das Leben geschenkt. In jungen Jahren scheint sie recht lebenslustig gewesen zu sein. Sie empfiehlt Yerma, nicht keusch zu leben, und fragt sie nach dem Verhältnis zu ihrem Mann. Yerma räumt ein, ihr Vater habe nach alter Tradition den Mann für sie ausgesucht, obwohl sie eigentlich in den Schafhirten Victor verliebt gewesen sei. Sie habe sich aber mit dem für sie bestimmten Manne abgefunden, weil sie geglaubt habe, bald nach der Hochzeit Mutter zu werden. Je länger aber ihre Kinderlosigkeit andauere, desto mehr schlage ihre Gleichgültigkeit Juan gegenüber in Hass um.

### Zweiter Akt
Erstes Bild: Am Bergbach
Dorffrauen, die im Bergbach ihre Wäsche waschen, tuscheln über das Verhältnis zwischen Juan und Yerma. Man erfährt, dass es zwischen ihr und dem Hirten Victor immer mehr knistert. Offensichtlich sei dies auch Juan zu Ohren gekommen. Er habe deshalb seine zwei ledigen Schwestern in sein Haus aufgenommen, damit sie Yerma überwachen sollen, weil er sich vor lauter Arbeit kaum um sie kümmern könne.
Zweites Bild: Zimmer in Yermas Haus
Juan macht seinen Schwestern Vorwürfe, weil sie Yerma allein aus dem Haus gehen ließen. Schließlich habe er sie nur deshalb bei sich aufgenommen, damit sie gegen freie Kost und Logis Yerma überwachen sollten. Eine von ihnen müsse sie immer begleiten, wenn sie das Haus verlasse. 
Als Yerma mit zwei gefüllten Wasserkrügen zurückkehrt, geraten die Eheleute in Streit. Juan will nicht, dass sie so oft fortgehe und sich mit anderen Leuten unterhalte. Sie hält ihm vor, wie sehr er sie demütige, sodass es ihr jeden Tag schlechter gehe, wie sehr sie sich nach einem Kind sehne. Juan pocht immer wieder darauf, wie wichtig es ihm sei, dass sie als seine Frau die gesellschaftlichen Konventionen einzuhalten habe, damit seine Familienehre nicht beschmutzt werde. Yerma aber bleibt dabei, eine Bäuerin, die keine Kinder gebäre, sei unnütz wie eine Handvoll Dornzweige.
Als Yerma alleine im Zimmer ist, kommt Victor, um sich zu verabschieden, weil er das Dorf verlassen will. Dies stimmt sie traurig. Sie erinnert sich an die Zeit ihrer Jugend, als sie mit Victor noch eng befreundet war und beide glaubten, sie seien füreinander bestimmt. Aber Victors Entschluss steht fest. Er hat all seine Herden an Juan verkauft und zieht fort.

### Dritter Akt
Erstes Bild: Dolores‘ Haus
Es beginnt zu tagen. Yerma kommt mit der Geisterbeschwörerin Dolores und zwei alten Weibern. Man erfährt, dass sie zu viert nachts auf dem Friedhof waren, wo sie inbrünstig beteten, Gott möge Yerma einen Sohn schenken. Dolores versichert, der Wunsch werde sich erfüllen. Plötzlich hört man draußen ein lautes Rufen. Juan ist froh, dass er seine Frau endlich gefunden hat, aber gleich geraten sie wieder heftig aneinander und wiederholen die alten Vorwürfe.
Zweites Bild: Umgebung einer Einsiedelei mitten in den Bergen
Frauen gehen barfuß mit Opfergaben in die Kirche. Sie nehmen an einer Wallfahrt teil, um sich von dem dort aufgebahrten Heiligen ein Kind zu erbitten. Unter ihnen befindet sich auch Yerma. Als die Frauen aus der Einsiedelei zurückkehren, begegnet Yerma erneut der alten Frau (aus dem ersten Akt). Diese ist v. a. gekommen, um sich an dem Schauspiel zu ergötzen. Sie selbst hält das Ganze für einen Humbug. Yerma rät sie, ihren Mann zu verlassen und zu ihr zu ziehen. Sie lebe mit einem ihrer Söhne unter einem Dach, und dieser brauche dringend eine Frau. Dann werde sich auch bald ihr Kinderwunsch erfüllen. Obwohl Yerma nichts sehnlichster wünscht als ein Kind, ist ihr das Versprechen der ehelichen Treue heilig. Deshalb lehnt sie das Ansinnen der Alten ab. 
Juan ist seiner Frau gefolgt und hat ihr Gespräch belauscht. Erneut wird deutlich, dass er nur eine Frau genommen hat, um seine körperliche Lust zu befriedigen. Von Yerma verlangt er, auf den Wunsch nach einem Kind endgültig zu verzichten. Darüber gerät Yerma dermaßen in Rage, dass ihr die Wut ungeahnte Kräfte verleiht. Sie stößt einen Schrei aus und drückt die Kehle ihres Mannes. Der fällt hintenüber. Sie presst so lange, bis er stirbt.

## Anmerkung
Yerma bildet zusammen mit Bluthochzeit und Bernarda Albas Haus eine scheinbare Trilogie, die die Stellung der Frau in der ländlichen Bevölkerung zum Thema hat. Dennoch bilden nur Yerma und Bodas de Sangre (Bluthochzeit) Teil der ursprünglich geplanten Trilogie. Lorca hatte in seiner Trilogie die Themen der Unfruchtbarkeit (Yerma), des Ehebruchs (Bodas de Sangre) und des Inzests bearbeiten wollen, es aufgrund seines frühen Todes aber nicht mehr geschafft, das letzte Werk der Trilogie zu verfassen. "La Casa de Bernarda Alba" wird oft als scheinbar drittes Werk der Trilogie angesehen. Zwar stimmen die Werke in einigen Elementen überein, wie dem Handlungsort Andalusien und der starken Präsenz von Frauen als Protagonisten, dennoch gibt es im Vergleich zu "La Casa de Bernarda Alba" formelle und inhaltliche Unterschiede.  
Lorcas Stil ist durch eine Kombination aus säkularer Tradition und dem Modernismus des 20. Jahrhunderts gekennzeichnet. In dem Drama wechseln sich die Gespräche zwischen Prosa und Lyrik ab.

## Verfilmung
In einer deutsch-ungarischen Coproduktion wurde das Drama 1984 in Anlehnung an García Lorcas Bühnendichtung verfilmt. Unter der Regie von Barna Kabay und Imre Gyöngyössy spielten Gudrun Landgrebe, Titusz Kovács, Mathieu Carrière, Mareike Carrière und Martin Halm die Hauptrollen. Der 107 Minuten dauernde Film kam erstmals am 8. Februar 1985 in die deutschen Kinos. Das Lexikon des internationalen Films urteilt: Ohne überzeugende Verbindung von realistischem Zeitbild und poetischer Überhöhung ins Zeitlose verliert sich der Film der beiden in der Bundesrepublik arbeitenden ungarischen Filmemacher Kabay/Gyöngyössy in folkloristischen Impressionen und platter Metaphorik.

## Oper
Der brasilianische Komponist Heitor Villa-Lobos vertonte das Stück 1955/56 zu einer Oper in drei Akten. Diese wurde erst rund zwölf Jahre nach seinem Tod am 12. August 1971 in Santa Fe uraufgeführt.

## Quelle
Das Drama in der deutschen Übersetzung von Enrique Beck (zusammen mit Bluthochzeit), Bibliothek Suhrkamp, Erste Auflage 1975, Lizenzausgabe des (c) Insel Verlages Frankfurt am Main 1954